# Mónica Alario Gavilán
Mónica Alario Esparver (Madrid, 1991) és una investigadora i filòsofa espanyola experta en violència sexual i pornografia.

## Biografia
Alario és llicenciada en Filosofia per la Universitat Complutense de Madrid i màster en Estudis Interdisciplinaris de Gènere. Doctora internacional en Estudis Interdisciplinaris i de Gènere, va elaborar la seva tesi doctoral amb una recerca desenvolupada entre 2015 i 2020 i dirigida per la filòsofa feminista Ana de Miguel a la Universitat Rei Joan Carles, La reproducción de la violencia sexual en las sociedades formalmente igualitarias: un análisis filosófico de la cultura de la violación actual a través de los discursos y el imaginario de la pornografía que li va valer el primer premi de la Delegació de Govern contra la violència de gènere el 2020.
Ha publicat diversos articles i ha col·laborat en diverses recerques sobre violència sexual, pornografia i prostitució.
El 2020 va participar com a investigadora en l'Estudi sobre la prostitució, la tracta i l'explotació sexual a les Illes Balears impulsat per l'Institut Balear de la Dona.
Al maig de 2022 després d'afirmar en una intervenció en el Telenotícies de TVE que existia "una vinculació claríssima entre la pornografia que estan consumint els adolescents i la violència sexual en grup" va ser víctima d'assetjament en les xarxes socials.

## Violència sexual i pornografia
Alario denúncia que la pornografia s'ha convertit en l'educació sexual per a les noves generacions i que aquest tipus d'aprenentatge incideix en la reproducció de la violència sexual contra les dones per mitjà de la construcció del desig sexual dels homes.

## Premis
- 2020 Primer premi de la Delegació de Govern contra la violència de gènere a tesi de doctorat sobre violència contra la dona.[9]

## Publicacions
- Política sexual de la pornografía: Sexo, desigualdad, violencia (2021) Colección Feminismos. Editorial Cátedra.[10]
- Pornografía en un patriarcado neoliberal: ¿una cuestión de deseos individuales? en el libro Elementos para una teoría crítica del sistema prostitucional, dirigido por Ana de Miguel y Laura Nuño.
- Pornografía en el libro Breve diccionario de feminismo, editado por Rosa Cobo y Beatriz Ranea.
- Discursos sobre sexualidad y violencia hasta la actualidad (Tesis doctoral Tomo I) La reproducción de la violencia sexual en las sociedades formalmente igualitarias: Un análisis filosófico de la cultura de la violación actual a través de los discursos y el imaginario de la pornografía Ministerio de Igualdad. Centro de Publicaciones.[11]
- La reproducción de la violencia sexual en sociedades patriarcales formalmente igualitarias en la actualidad (Tesis doctoral Tomo II) Ministerio de Igualdad. Centro de Publicaciones.[12]

### Articles
- La influencia del imaginario de la pornografía hegemónica en la construcción del deseo sexual masculino prostituyente: un análisis de la demanda de prostitución (2018) Asparkía. Investigació feminista, 2018, no 33, p. 61-79.[13]
- “La sentencia de La Manada: masculinidad hegemónica y pornografía”, publicado en Geoviolenciasexual.